# 長い末端反復
長い末端反復（英: Long terminal repeat, LTR）とは、同じ配列が数百から数千回繰り返すDNA配列で、レトロトランスポゾン、もしくはレトロウイルスRNAが逆転写されて生じるプロウイルスDNAの、両端にみられる。ウイルスが自身の遺伝物質を宿主ゲノムに挿入するために用いる。

## 転写
LTRはRNA中間体に一部転写された後、相補的DNA（cDNA）に逆転写され、最終的にdsDNA（二本鎖DNA）へとフルLTRとして転写される。LTRはLTR特異的インテグラーゼを通じて、レトロウイルスの宿主染色体の別領域への組み込みを媒介する。初めてのLTR配列は1977年および1980年のA.P. CzernilofskyとJ. Shineに由来する。
ヒト免疫不全ウイルス（HIV）などのレトロウイルスはこの基本機構を用いている。

## LTRを用いたレトロウイルス挿入年代特定
5'端側と3'端側のLTRは挿入時には同一であるから、LTRペアの間の配列の違いを用いて太古に起こったレトロウイルス挿入の時期を推定することができる。この年代推定法は古ウイルス学者が用いるが、遺伝子変換や相同組換えなどの交絡因子を考慮できない。

## HIV-1
HIV-1のLTRは長さが634 bpで、他のレトロウイルスLTRと同様にU3、R、U5領域に分節化されている。U3およびU5領域は転写因子サイトとLTR活性およびウイルス遺伝子発現への影響に従ってさらに分けられる。逆転写の多段プロセスの結果として、二つのそれぞれU3、R、U5領域からなる同一LTRがプロウイルスDNAの両端に存在する。LTRの端はプロウイルスの宿主ゲノムへの組み込みに関与する。ひとたびプロウイルスが組込まれると、5′端のLTRはレトロウイルスゲノム全体のプロモーターとして働き、一方で3′端のLTRは発生初期ウイルスRNAのポリアデニル化を助け、またHIV-1、HIV-2、SIVでは補助タンパク質Nefをコードしている。
遺伝子発現に必要なシグナルの全て、すなわちエンハンサー、プロモーター（転写エンハンサーと調節エレメントの両方を持つ場合もある）、転写開始（たとえばキャッピング）、転写終結子、ポリアデニル化シグナルがLTRの内に見られる。
HIV-1では、5' UTR領域は機能的および構造的違いからいくつかのサブ領域に分類されている。
- TAR（トランス活性化応答エレメント（英語版））はウイルスタンパク質との相互作用を通じて、転写活性化における欠かせない役割を演じる。26塩基対からなり、二次構造にバルジを持つ安定性の高いステムループ構造を形成しており、これがウイルス転写活性化タンパク質Tatとの接点となる[6]。
- Poly Aは開裂とポリアデニル化に必要で、二量化（英語版）とゲノムパッケージングの両方において働く。開裂プロセスが効率的に進行するには上流領域（U3領域）と下流領域（U5領域）が必要であるという報告もある[7]。
- PBS（プライマー結合サイト（英語版））は長さは18ヌクレオチドで、逆転写開始に必要なtRNALysプライマーに結合する特定の配列を持っている[8]。
- Psi（Ψ、Psiパッケージングエレメント（英語版））はウイルスゲノムのカプシドへのパッケージングに対する調節に関わるユニークなモチーフである。四つのステムループ構造から成り、二つ目のステムループに主要スプライシングドナーサイトが埋め込まれている[9]。
- DIS（二量化開始サイト）は多くのレトロウイルスのPsiパッケージングエレメントのSL1ステムループからなる、よく保存されたRNA-RNA相互作用配列である。DISは保存ステムと、回帰性ループにより特徴づけられる。後者は、カプシド化に向けた二量化のためにHIV-1 RNAゲノムとの間にキッシングループ（英語版）複合体を形成する[10]。

転写はキャップされたR領域の始めから始まり、U5領域および残りのプロウイルスを通過し、通常はpoly A区間を3' LTR のR配列の直後に追加して終了する。
HIV LTRが二つとも転写プロモータとして機能できることの発見は、あまり驚くことではない。両方のエレメントは見掛け上同一の核酸配列を持つからである。対照的に、3' LTRは転写終結およびポリアデニル化において働く。しかし、5' LTRの転写活性は3' LTRのものよりもはるかに高いことが示唆されている。これは他のレトロウイルスにおける状況と非常によく似ている。
タイプ1のヒト免疫不全ウイルスプロウイルスの転写中、5' LTRにあるポリアデニル化シグナルは無視される一方、3' LTR にある同一のポリアデニル化シグナルは効率的に利用される。HIV-1 LTR U3領域に存在する転写配列が3' LTR中のポリアデニル化促進に関わっていることが示唆されている。